# Through the Looking Glass (album de Siouxsie and the Banshees)
Pour les articles homonymes, voir Through the Looking Glass.
Albums de Siouxsie and the Banshees
Tinderbox
(1986) Peepshow
(1988)
Through the Looking Glass est un album de reprises enregistré par Siouxsie and the Banshees en 1987, coproduit avec Mike Hedges. Il a été remasterisé en 2014 avec des bonus inédits. 
Pour son enregistrement, le groupe fait appel à d'autres instrumentistes, avec notamment une section de cuivres et de cordes.
Plusieurs artistes - compositeurs ont salué le travail du groupe. Ralf Hütter de Kraftwerk a qualifié d'« extraordinaire » la version de Hall of Mirrors. Iggy Pop a salué la reprise avec cuivres de The Passenger et la manière dont Siouxsie l'a interprétée. John Cale a ensuite invité Siouxsie à chanter Gun avec lui en concert.  Jeff Buckley a déclaré qu'il avait eu envie de reprendre Strange Fruit après l'avoir découvert via la version des Banshees.
La formation qui a enregistré cet album, est composée de Siouxsie, Steven Severin, Budgie et de John Valentine Carruthers. Through the Looking Glass est le deuxième et dernier album que Carruthers a enregistré avec le groupe.

## Liste des titres
1. This Town Ain't Big Enough for Both of Us (reprise des Sparks)
2. Hall of Mirrors (reprise de Kraftwerk)
3. Trust in Me (un morceau de la B.O du film Le Livre de la Jungle)
4. This Wheel's on Fire (de Bob Dylan mais le groupe fait surtout référence à la version de Julie Driscoll)
5. Strange Fruit (un morceau du répertoire de Billie Holiday)
6. You're Lost Little Girl (reprise des Doors)
7. The Passenger (reprise d'Iggy Pop)
8. Gun (de John Cale)
9. Sea Breezes (titre de Roxy Music)
10. Little Johnny Jewel (de Television)

édition remasterisée de 2014, liste des bonus inédits
1. She Cracked (de Jonathan Richman pour The Modern Lovers)
2. Song from the Edge of the World (single version - paru en juillet 1987)
3. This Wheel's On Fire (Incendiary mix)
4. The Passenger (Locomotion mix)